# Tadeusz Abłamowicz
Tadeusz Abłamowicz (ur. 2 lutego 1884 w Nowej Wsi Narodowej, zm. 1940 w ZSRR) – major rezerwy artylerii Wojska Polskiego, urzędnik bankowy, ofiara zbrodni katyńskiej.

## Życiorys
Urodził się 2 lutego 1884 w Nowej Wsi Narodowej (obecnie Kraków) jako syn Stanisława i Marii z domu Matuszewicz. Miał sześcioro rodzeństwa: Stanisławę, Marię, Piotra, Adama, Włodzimierza i Witolda. 
Uczył się w C. K. Gimnazjum św. Jacka w Krakowie, gdzie w 1902 ukończył VIII klasę i zdał egzamin dojrzałości. Następnie w 1906 ukończył studia na Wydziale Prawnym Uniwersytetu Jagiellońskiego, a rok później uzyskał absolutorium. W trakcie studiów udzielał się we wspieraniu emigrantów pochodzących z obszaru zaboru rosyjskiego. Jako jednoroczny ochotnik C. K. Armii odbywał służbę w 2 pułku artylerii fortecznej w Krakowie od 1906 do 1907. Później posiadał przydział do tej jednostki trafiając do niej na ćwiczenia. W rezerwie korpusu artylerii fortecznej został mianowany kadetem z dniem 1 stycznia 1909, następnie awansowany na chorążego 1 stycznia 1909 i na stopień podporucznika z dniem 1 stycznia 1912. Od 1 stycznia 1908 był zatrudniony na stanowisku urzędniczym w Banku Krajowym we Lwowie.
Po wybuchu I wojny światowej w sierpniu 1914 został zmobilizowany do macierzystej jednostki i w składzie 6 baterii służył na froncie rosyjskim i serbskim do końca września 1916. Został awansowany na stopień porucznika w rezerwie artylerii fortecznej z dniem 1 lipca 1915. Od 2 października 1916 do 20 kwietnia 1918 pozostawał instruktorem w baterii zapasowej swojego pułku. Od maja 1918 był oficerem 12 pułku artylerii ciężkiej jako oficer baterii i dowódca baterii nadmorskiej.
Po powrocie do Lwowa w listopadzie 1918 uczestniczył w obronie miasta podczas wojny polsko-ukraińskiej. U kresu tych walk zgłosił się do Wojska Polskiego i 23 listopada 1918 został przydzielony do lwowskiego Dowództwa Artylerii WP. 28 lutego 1919 został skierowany do Krakowa i wyznaczony na stanowisko dowódcy baterii zapasowej 2 pułku artylerii górskiej. W 1919 wyreklamowano go z armii z inicjatywy wcześniejszego pracodawcy (późniejszy Bank Gospodarstwa Krajowego), po czym pracował tamże jako kierownik działu likwidatur. W trakcie wojny polsko-bolszewickiej zgłosił się do wojska i został dowódcą baterii w 205 pułku ochotniczym, walcząc od końca lipca do końca grudnia 1920 na Wołyniu i Podolu. W ostatnim dniu tego roku został zdemobilizowany. W 1922 zweryfikowano go w stopniu kapitana, a później został zatwierdzony w stopniu majora rezerwy artylerii ze starszeństwem z dniem 1 czerwca 1919. W 1923, 1924, jako oficer rezerwowy był przydzielony do 10 pułku artylerii ciężkiej w garnizonie Przemyśl. W 1934 jako rezerwy był przydzielony do Oficerskiej Kadry Okręgowej nr VI jako oficer po ukończeniu 40 roku życia i pozostawał wówczas w ewidencji Powiatowej Komendy Uzupełnień Lwów Miasto.
Od 1921 ponownie pracował w Banku Gospodarstwa Krajowego. 12 lipca 1927 został wybrany prezesem komisji rozjemczej Giełdy Pieniężnej we Lwowie. Pod koniec lat 20. był urzędnikiem bankowym we Lwowie. W 1932 był dyrektorem Banku Ziemian we Lwowie. 25 lutego 1937 został wybrany wiceprezesem zarządu koła Związku Oficerów Rezerwy we Lwowie, pełniąc tę funkcję do lata 1939 (dodatkowo też skarbnik). Od 1938 do 1939 funkcjonował jako urzędnik z upoważnieniem do parcelacji na obszarze województwa lwowskiego. 
Po wybuchu II wojny światowej i agresji ZSRR na Polskę z 17 września 1939 został aresztowany przez Sowietów nocą 8/9 grudnia 1939 we Lwowie. Był przetrzymywany w więzieniu na Zamarstynowie. W 1940 został zamordowany przez funkcjonariuszy NKWD. Jego nazwisko znalazło się na tzw. Ukraińskiej Liście Katyńskiej opublikowanej w 1994 (został wymieniony na liście wywózkowej 55/4-46 oznaczony numerem 1). Ofiary tej części zbrodni katyńskiej zostały pochowane na otwartym w 2012 Polskim Cmentarzu Wojennym w Kijowie-Bykowni.
Od 1915 był żonaty z Heleną z domu Elektorowicz. Miał syna Tadeusza (ur. 1917).

## Ordery i odznaczenia
- Krzyż Walecznych (dwukrotnie)[4]
- Złoty Krzyż Zasługi (28 czerwca 1929)[28]
- Medal Niepodległości[4]
- Medal Pamiątkowy za Wojnę 1918–1921[4]
- Odznaka pamiątkowa „Orlęta”[9]
- Brązowy Medal Zasługi Wojskowej na wstążce Krzyża Zasługi Wojskowej (Austro-Węgry, przed 1916)[16] z mieczami (przed 1918)[18]
- Krzyż Wojskowy Karola (Austro-Węgry, przed 1918)[18]
- Krzyż Pamiątkowy Mobilizacji 1912–1913 (Austro-Węgry, przed 1914)[11]